# 그녀의 냉면 계산법
"그녀의 냉면 계산법"은 2014년에 제작한 대한민국의 단편영화이다.

## 캐스팅
- 이형구
- 이유영